# Morti nel 744
| Questa pagina contiene informazioni ricavate automaticamente dalle voci biografiche con l'ausilio del template Bio e di un bot. L'aggiornamento è periodico e automatico e ricostruisce completamente la pagina. Se manca una persona in questa lista, sei pregato di non aggiungerla, ma accertati piuttosto che la sua voce biografica contenga il template Bio e che i dati anagrafici siano correttamente compilati. Se il template Bio manca, inseriscilo tu stesso o, in alternativa, metti l'avviso {{tmp\|Bio}} che ne segnala la mancanza. Se i dati riportati sono sbagliati, correggi direttamente la voce biografica; le modifiche saranno visibili in questa lista entro pochi giorni. Per chiarimenti vedi il progetto biografie. La lista contiene solo le 7 persone che sono citate nell'enciclopedia e per le quali è stato implementato correttamente il template Bio. Pagina aggiornata al 10 feb 2025. |

- 17 aprile - Al-Walid II ibn Yazid II, califfo (n. 706)
- 25 settembre - Yazid III ibn al-Walid, califfo (n. 701)
- 13 dicembre - Stabile di Milano, arcivescovo italiano
- San Baudolino, religioso e santo italiano (n. 712)
- He Zhizhang, poeta cinese (n. 659)
- Huoching, nobile tedesco
- Liutprando, re longobardo